# Gérard de Canville
Gérard de Canville (ou de Camville) né en 1150 à Oxford et mort en 1212 à Lincoln, est un châtelain et baron anglo-normand membre de la Noblesse anglaise.

## Biographie
Gérard de Canville est le fils du chevalier croisé et seigneur Richard de Canville († 1191), un proche et fidèle compagnon de Richard Ier d'Angleterre. 
En 1185, Gérard de Canville se maria avec Nicole de la Haye-du-Puits,, fille de Richard de la Haye-du-Puits, baron anglo-normand originaire de La Haye-du-Puits près de Coutances, sénéchal du roi d'Angleterre Henri II d'Angleterre et fondateur de l'abbaye de Blanchelande. Par ce mariage, Gérard de Canville a acquis des domaines en Normandie et dans le Lincolnshire, ainsi que la tutelle du château de Lincoln. Les titres ont été confirmés par une charte du roi Richard Cœur de Lion en 1189.
Pendant l'absence du roi Richard d'Angleterre, Gérard de Canville a rejoint le camp de Jean sans Terre. En conséquence, en 1191, le Lord Chancelier William Longchamp lui a retiré les pouvoirs de shériff, et a tenté de prendre le château de Lincoln. Le château a été vigoureusement défendu par sa femme Nicole, car son époux, Gérard de Canville guerroyait au côté de Jean sans Terre dans la bataille du château de Nottingham et du château de Tickhill. William Longchamp leva le siège du château de Lincoln. Gérard de Canville fut excommunié la même année.
En 1194, lors du retour du roi en Angleterre, Gérard de Canville fut privé du titre de châtelain du château de Lincoln. Il fut arrêté par William Longchamp à Nottingham sur une charge d'abriter des voleurs et traitrise envers le roi. Ses biens furent confisqués, mais il les a récupérés à la suite du paiement d'une forte amende.
Lors de l'accession de Jean sans Terre, Gérard de Canville redevint châtelain du château de Lincoln et shérif du comté. Il acheta les terres de Thomas de Verdun et fit épouser la veuve de Thomas de Verdun à son fils Richard. Il était présent à Lincoln en 1200 lorsque Jean sans Terre a reçu l'hommage de Guillaume Ier d'Écosse. Pourtant, il a été démis de sa fonction de shérif en 1203 pour son inefficacité.
Gérard de Canville mourut en 1215. Sa veuve lui survécu jusqu'en 1230.